# 18241 Genzel
18241 Genzel è un asteroide della fascia principale. Scoperto nel 1973, presenta un'orbita caratterizzata da un semiasse maggiore pari a 2,7268695 au e da un'eccentricità di 0,0676857, inclinata di 5,19164° rispetto all'eclittica.
L'asteroide è dedicato all'astrofisico tedesco Reinhard Genzel.